# واكاكو آبي
واكاكو آبي (باليابانية: 阿部和香子؛ بالكانا: あべ わかこ) هي دراجة يابانية، ولدت في 4 أبريل 1966 في أيزواكاماتسو في اليابان.

## وصلات خارجية
- واكاكو آبي على موقع أرشيف الدراجات (الإنجليزية)
- واكاكو آبي على موقع إحصائيات الدراجات الإحترافية (الإنجليزية)
- واكاكو آبي على موقع أوليمبيديا (الإنجليزية)